# Ekfidonia
Ekfidonia is een geslacht van vlinders van de familie spanners (Geometridae), uit de onderfamilie Ennominae.

## Soorten
- E. bieti Oberthür, 1923
- E. simpliciata Sterneck, 1928